# 합천 소학당
합천 소학당(陜川 小學堂)은 대한민국 경상남도 합천군 가야면에 있는, 조선 성종 3년(1472) 김굉필(1454∼1504)이 어린시절 한훤당에서 독서와 수양에 전념한 곳이다.
1985년 11월 14일 경상남도의 문화재자료 제137호 소학당으로 지정되었다가, 2018년 12월 20일 현재의 명칭으로 변경되었다.

## 개요
조선 성종 3년(1472) 김굉필(1454∼1504)이 어린시절 한훤당에서 독서와 수양에 전념한 곳이다.
한훤당 건물이 화재로 없어진 것을, 중종 원년(1506)에 김굉필, 정여창(1450∼1504)을 추모하기 위하여 사당과 소학당을 세웠다. 숙종 22년(1696) 또 다시 불타 없어진 것을 고쳐 지어 현재에 이르고 있다.
김굉필은 조선 전기 문신이며 학자이다. 정몽주, 길재, 김숙자, 김종직으로 이어지는 우리나라 유학사의 정통을 계승하였고, 후일 개혁정치를 주도한 기호계 사림파의 주축을 형성하였다. 연산군 10년(1504) 갑자사화 때 유명을 달리하였고, 중종(재위 1506∼1544) 때 우의정에 추증되었다.
정여창은 조선 전기 문신이며 학자이다. 연산군 1년(1495) 안음현감으로 있을 때에는 정치가 맑아 백성들로부터 칭송을 들었다. 연산군 4년(1498) 무오사화 때 유배되었고, 중종 때 우의정에 추증되었다.
소학당은 앞면 4칸·옆면 2칸의 규모로, 지붕은 옆면에서 볼 때 사람 인(人)자 모양인 맞배지붕이다.
경내 오른쪽으로 강물을 끼고 있어 옛 선비들이 공부하거나 후학들이 배우기에 좋은 환경과 경치를 갖추고 있다. 건물 왼쪽에 벽진 이씨·안동 권씨·순천 박씨 중조(中祖)의 위패를 모시고 있는 회산사가 있다.

## 같이 보기
- 김굉필

## 참고 문헌
- 합천 소학당 - 국가유산청 국가유산포털